# 2015–2016-os magyar gyeplabdabajnokság
A 2016–2017-es magyar gyeplabdabajnokság a nyolcvanhatodik gyeplabdabajnokság volt. A bajnokságban négy csapat indult el, a csapatok három kört játszottak.

## Tabella
*Megjegyzés: A mérkőzések 75% -t játszották le. M: Mérkőzés Gy: Győzelem D: Döntetlen V: Vereség G+: Ütött gól G-: Kapott gól P: Pont